# Palais présidentiel de Kaboul
Pour les articles homonymes, voir Arg.
Le palais présidentiel de Kaboul, appelé également l'Arg (ارگ, « citadelle » en langue dari et pachto), est l'ancienne résidence officielle du président de la république islamique d'Afghanistan. Il a été occupé par la plupart des rois et présidents afghans, à partir d'Abdur Rahman Khan jusqu'au président Ashraf Ghani.

## Situation
Le complexe du palais s'étend sur 34 hectares dans le deuxième district de la capitale, entre les quartiers de Deh Afghanan et de Wazir Akbar Khān, qui abrite également des ministères et des ambassades.

## Histoire
La construction du palais est décidée par Abdur Rahman Khan en 1880 après son arrivée au pouvoir. Abdur Rahman Khan lui donne le nom d'Arg-e-Shahi (« la citadelle du roi ») et fait bâtir parmi d'autres constructions une résidence pour sa famille, des baraquements destinés aux militaires et la trésorerie nationale. Précédemment, le Bala-Hissar servait de siège du pouvoir jusqu'à ce qu'il soit détruit par les troupes indiennes britanniques lors de la seconde guerre anglo-afghane (1878-1880).
L'Arg remplit la fonction de palais royal et présidentiel pour tous les rois et les présidents de l'Afghanistan, à l'exception du président Hafizullah Amin. Le 28 avril 1978, lors de la révolution de Saur, le président Mohammed Daoud Khan et sa famille y sont assassinés par les membres du Parti démocratique populaire d'Afghanistan.
Le trésor de Tillia tepe y est dissimulé pendant un quart de siècle à partir de 1988. Les autorités afghanes rendent publique la préservation de la majeure partie des pièces en 2003.
Le 15 août 2021, après la prise de Kaboul par les talibans, ceux-ci occupent le palais. Il est utilisé depuis pour tenir les réunions du gouvernement et des cérémonies officielles.

## Galerie d'images

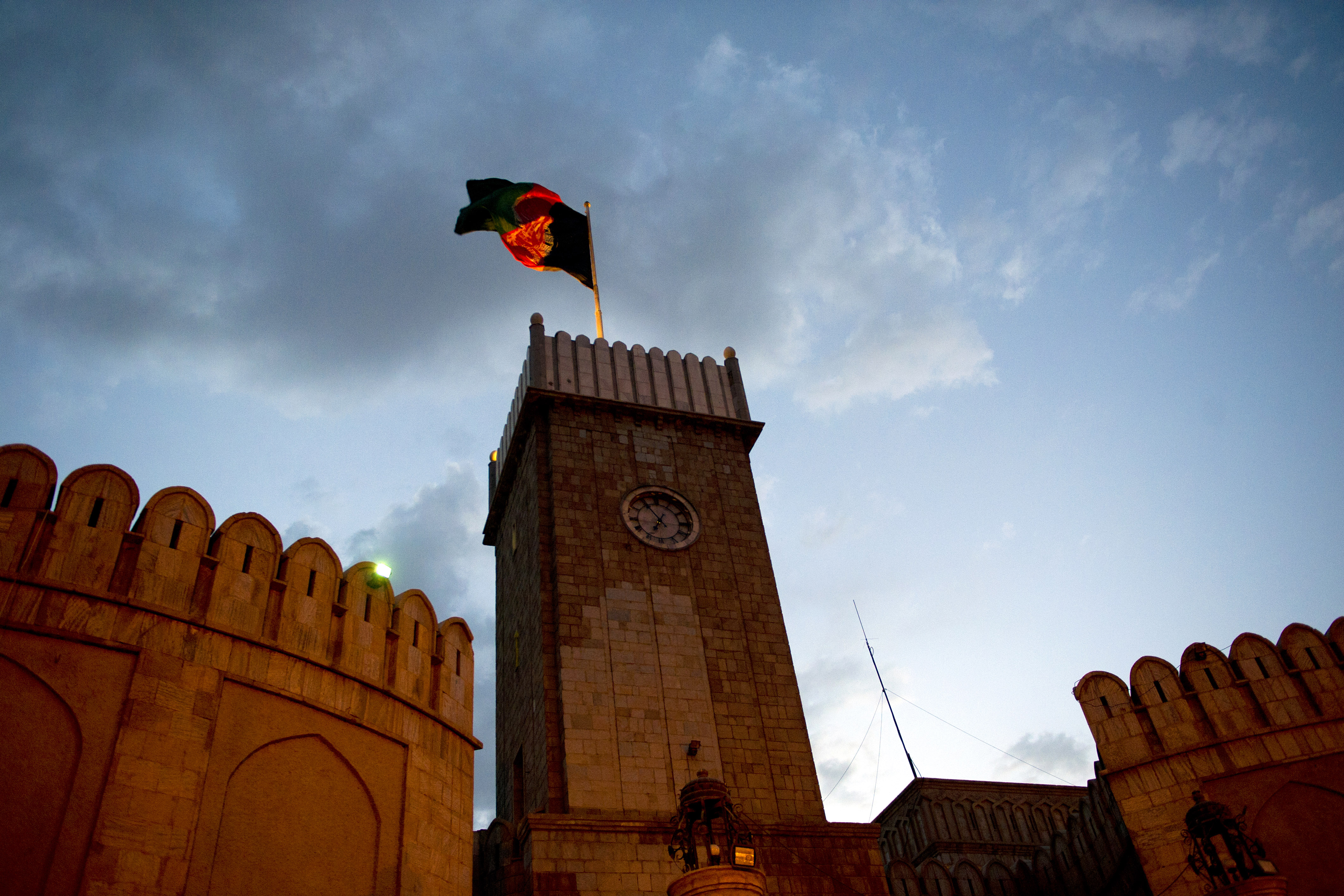
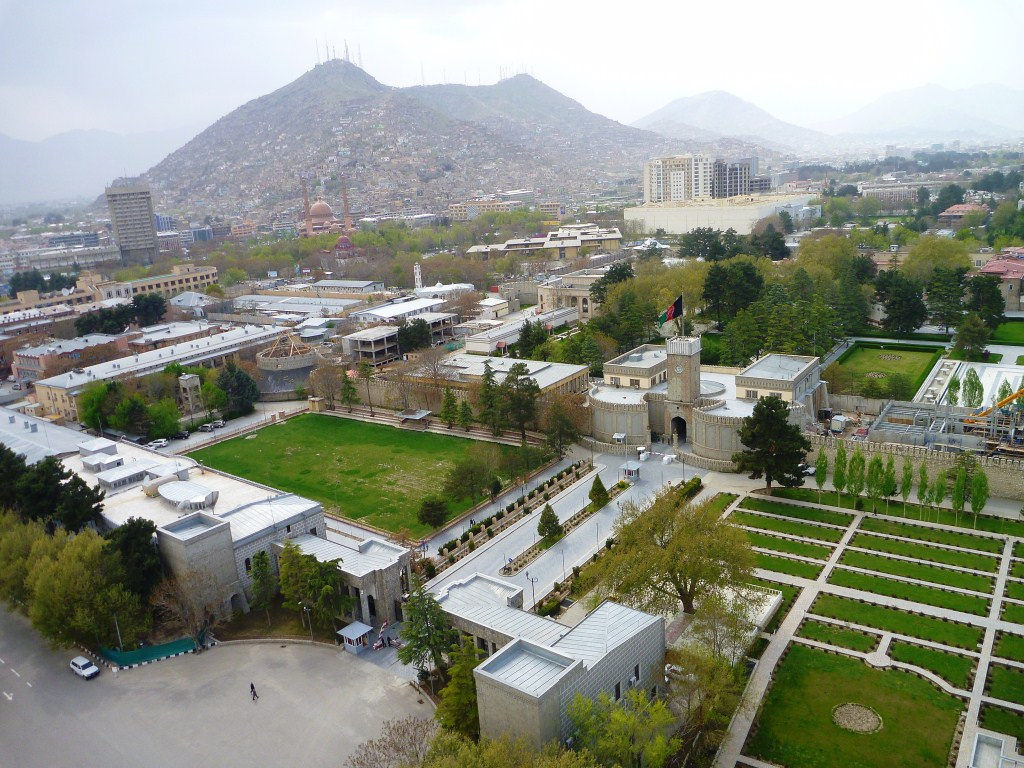
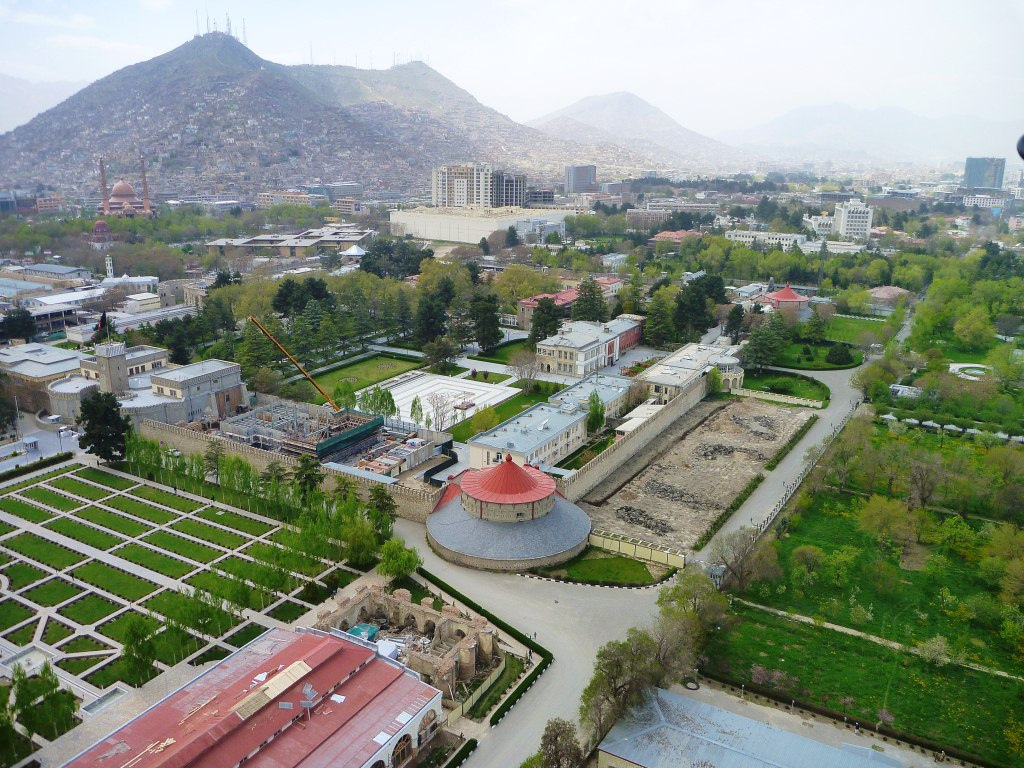
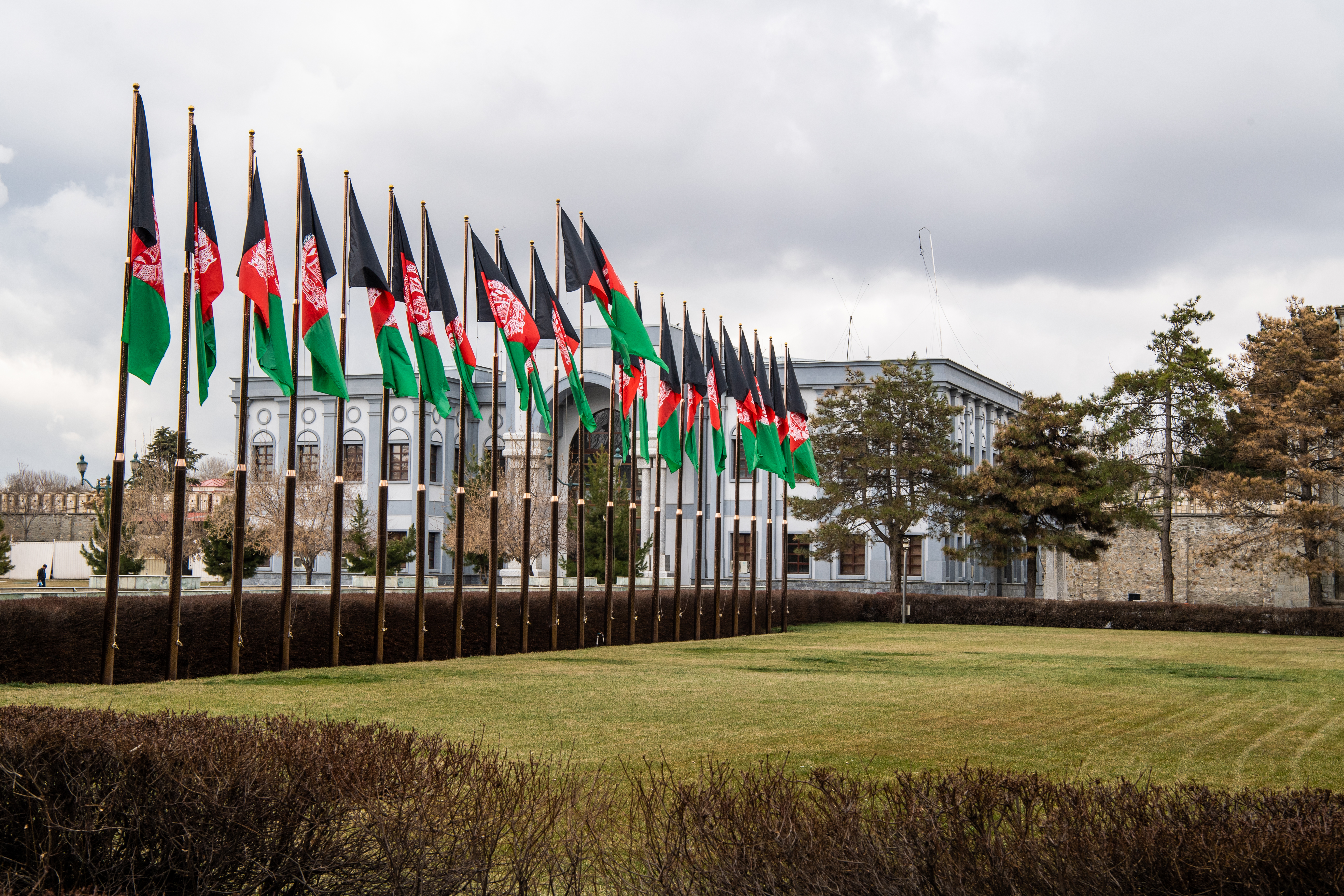